# DIN 47100
La norma DIN 47100 regola la codifica dei colori per l'identificazione del fili all'interno dei cavi usati nelle telecomunicazioni.
Questo standard è stato ritirato nel novembre del 1998 senza essere stato sostituito, ma viene comunemente usato dai fabbricatori di cavi.
L'isolamento dei fili in un cavo sono così colorati di un colore singolo o a strisce di due colori. Raramente si trovano anche fili con 3 colori e sono numerati dal 45 in su.
| Identificazione filo secondo DIN 47100 |                |        |                     |
| Numero                                 | Colore         | Numero | Colore              |
| 1                                      | bianco         | 31     | verde-blu           |
| 2                                      | marrone        | 32     | giallo-blu          |
| 3                                      | verde          | 33     | verde-rosso         |
| 4                                      | giallo         | 34     | giallo-rosso        |
| 5                                      | grigio         | 35     | verde-nero          |
| 6                                      | rosa           | 36     | giallo-nero         |
| 7                                      | blu            | 37     | grigio-blu          |
| 8                                      | rosso          | 38     | rosa-blu            |
| 9                                      | nero           | 39     | grigio-rosso        |
| 10                                     | violetto       | 40     | rosa-rosso          |
| 11                                     | grigio-rosa    | 41     | grigio-nero         |
| 12                                     | rosso-blu      | 42     | rosa-nero           |
| 13                                     | bianco-verde   | 43     | blu-nero            |
| 14                                     | marrone-verde  | 44     | rosso-nero          |
| 15                                     | bianco-giallo  | 45     | bianco-marrone-nero |
| 16                                     | giallo-marrone | 46     | giallo-verde-nero   |
| 17                                     | bianco-grigio  | 47     | grigio-rosa-nero    |
| 18                                     | grigio-marrone | 48     | rosso-blu-nero      |
| 19                                     | bianco-rosa    | 49     | bianco-verde-nero   |
| 20                                     | rosa-marrone   | 50     | marrone-verde-nero  |
| 21                                     | bianco-blu     | 51     | bianco-giallo-nero  |
| 22                                     | marrone-blu    | 52     | giallo-marrone-nero |
| 23                                     | bianco-rosso   | 53     | bianco-grigio-nero  |
| 24                                     | marrone-rosso  | 54     | grigio-marrone-nero |
| 25                                     | bianco-nero    | 55     | bianco-rosa-nero    |
| 26                                     | marrone-nero   | 56     | rosa-marrone-nero   |
| 27                                     | grigio-verde   | 57     | bianco-blu-nero     |
| 28                                     | giallo-grigio  | 58     | marrone-blu-nero    |
| 29                                     | rosa-verde     | 59     | bianco-rosso-nero   |
| 30                                     | giallo-rosa    | 60     | marrone-rosso-nero  |